# Themba Zwane
Themba Zwane (Gauteng, 3 de agosto de 1989) é um futebolista sul-africano que atua como meia-atacante. Atualmente defende o Mamelodi Sudowns.

## Carreira
Themba Zwane representou o elenco da Seleção Sul-Africana de Futebol no Campeonato Africano das Nações de 2015.